# Mimosa Echard
Mimosa Echard est une artiste plasticienne française née en 1986 à Alès en France, lauréate du prix Marcel-Duchamp 2022.

## Biographie
Née en 1986 à Alès,, Mimosa Echard grandit avec ses sœurs dans une communauté hippie dans les Cévennes.
Elle est diplômée de l’École nationale supérieure des arts décoratifs de Paris en 2010. En 2019, elle est invitée en résidence à la villa Kujoyama à Kyoto,.
Depuis 2021, elle dirige un atelier de peinture aux Beaux-Arts de Paris.
Elle est représentée par les galeries Chantal Crousel (Paris) et Martina Simeti (Milan).
En 2022, elle est lauréate du prix Marcel-Duchamp.

## Œuvre
Par sa recherche artistique, Mimosa Echard explore les frontières entre nature et culture pop. À travers une pratique multidisciplinaire qui va de la peinture à la sculpture, à la vidéo et au numérique, elle crée des univers de fiction aux traits psychédéliques par l’accumulation et l’assemblage d’objets, d’images et de références botaniques provenant des Cévennes (sa région natale), une région riche d’une longue histoire d'expériences contre-culturelles et communautaires initiées dans les années 1970.

La composante collaborative est importante dans la lecture de son travail : 

« Les collaborations sont toujours une manière de créer des événements et des expériences collectives en dehors du système de validation de l’art et des institutions. »

Un des exemples est le « jeu d’exploration expérimental open-source » proposé par l’artiste dans le cadre de son exposition au Palais de Tokyo en 2022 et accessible uniquement en ligne. Élaboré en collaboration avec « une développeuse de logiciels, des musiciens et des acteurs », le « scénario imagine une approche séduisante et humoristique des relations inter-espèces. »
Son travail a fait l'objet de plusieurs expositions individuelles, dont l'exposition précitée Sporal au Palais de Tokyo à Paris en 2022 ou Sluggy Me à la Collection Lambert, à Avignon en 2021, mais aussi dans différentes galeries dont la galerie Samy Abraham à Paris.

## Expositions personnelles (sélection)
- 2022 : Sporal, Palais de Tokyo, Paris
- 2021 : Sluggy Me, Collection Lambert, Avignon
- 2021 : Numbs, Galerie Chantal Crousel, Paris
- 2020 : Un bout de toi, Salomon, Martina Simeti, Milan
- 2019 : Cracher une image de toi/ Spitting an image of you (pour laquelle elle invite les artistes Ryan Foerster et Hannah Buonaguro à concevoir avec elle une exposition qui prend de fait un caractère collectif), Galerie VNH, Paris
- 2019 : Buonaguro, Galerie VNH, Paris
- 2019 : LUCA, avec Michel Blazy, Dortmunder Kunstverein, Dortmund
- 2019 : Pulpe, avec Shanta Rao, commissariat de Raphaël Brunet, école municipale des beaux-arts, galerie Édouard-Manet, Gennevilliers
- 2018 : Mauve Dose, maternité des HUG Genève, Genève
- 2017 : FRIENDS, galerie Samy Abraham, Paris
- 2017 : Pulsion Potion, Cell Project Space Gallery, Londres
- 2016 : iDeath, galerie Samy Abraham, Paris
- 2015 : Asterico Mariposa, Fire Place, Barcelone
- 2015 : Dead is the New Life, Le Plateau / Frac Île-de-France
- 2015 : Mithril, avec Jonathan Martin, Circonstance, Nice
- 2015 : Une robe profonde d’empathie, avec Jean-Marie Perdrix, galerie Samy Abraham, Paris
- 2014 : Destroy the Image and You Will Break the Enemy, project room, galerie Chez Valentin, Paris
- 2012 : BOOSTER, Modules Fondation Pierre-Bergé - Yves-Saint-Laurent, commissariat de Daria de Beauvais, Palais de Tokyo, Paris
- 2012 : Oiseau / hasard, MABA, Nogent-sur-Marne
- 2010 : Pour changer de forme, diplôme, Ensad, Paris

## Prix et sélections
- 2022 : Prix Marcel Duchamp, Centre Georges-Pompidou, Paris
- 2021 : Prix Ettore e Ines Fico, Museo Ettore Fico, Turin
- 2021 : Marval Collection Acquisition Fund, Italie

### Sélections
- 2018 : Finaliste, BFSP (« Battaglia Foundry Sculpture Prize », prix de sculpture de la fonderie Battaglia), Fonderia Artistica Battaglia, Milan
- 2015 : Finaliste, prix Meurice pour l'art contemporain, Paris[13]

## Résidences
- 2022 : Villa Albertine, Miami[14]
- 2019 : Villa Kujoyama, Kyoto[5]
- 2014/15 : Cité internationale des arts, Paris
- 2014 : Lafayette Anticipations – Fondation d'entreprise Galeries Lafayette, Paris[15] – Villa Arson, Nice
- 2011 : résidence d’artiste de Thaillywood, Chonburi (Thaïlande)

## Collections
Les œuvres de Mimosa Echard figurent dans des collections publiques et privées dont le Centre Georges-Pompidou, la Fondation Louis-Vuitton, le musée d'Art moderne de Paris, le Centre national des arts plastiques de Paris, Lafayette Anticipations - Fondation d'entreprise Galeries Lafayette en France ; le Museo Ettore Fico, à Turin (Italie), la Samdani Art Foundation, à Dacca (Bangladesh).

#### Presse
- Matthieu Jacquet, « Dans l'incroyable atelier de Mimosa Echard, l’enchanteresse qui transforme l'art et la nature », Numéro,‎ 9 avril 2021 (lire en ligne)
- (en) Lise Guéhenneux (interview), Motoki Mokito (photographie) et Armelle Leturcq (stylisme), « Mimosa Echard wins the Marcel Duchamp Prize 2022 », Crash Magazine,‎ octobre 2022, p. 60-71 (lire en ligne)
- (en) Charles Aubin, « Horn of Plenty: Mimosa Echard », Mousse Magazine, no 73,‎ 13 octobre 2020 (lire en ligne)
- Roxana Azimi, « Mimosa Echard, naturel butineur », Le Monde 2,‎ 2 janvier 2017